# Cave Spring (Virginia)
Cave Spring es un lugar designado por el censo en el  Condado de Roanoke, Virginia, Estados Unidos. Según el censo de 2010 tenía una población de 24.922 habitantes.

## Demografía
Según el censo del 2000, Cave Spring tenía 24.941 habitantes, 10.997 viviendas, y 7.082 familias. La densidad de población era de 814 habitantes por km².
De los 10.997 viviendas en un 27,6%  vivían niños de menos de 18 años, en un 54,2%  vivían parejas casadas, en un 7,9% mujeres solteras, y en un 35,6% no eran unidades familiares. En el 30,5% de las viviendas  vivían personas solas el 10,1% de las cuales correspondía a personas de 65 años o más que vivían solas. El número medio de personas viviendo en cada vivienda era de 2,26 y el número medio de personas que vivían en cada familia era de 2,84.
Por edades la población se repartía de la siguiente manera: un 22,1% tenía menos de 18 años, un 6,9% entre 18 y 24, un 27,9% entre 25 y 44, un 27,3% de 45 a 60 y un 15,8% 65 años o más.
La edad media era de 41 años.  Por cada 100 mujeres de 18 o más años  había 86,6 hombres.
La renta media por vivienda era de 51.182$ y la renta media por familia de 64.550$. Los hombres tenían una renta media de 43.350$ mientras que las mujeres 29.242$. La renta per cápita de la población era de 30.318$. En torno al 1,7% de las familias y el 3,2% de la población estaban por debajo del umbral de pobreza.

## Localidades adyacentes
El siguiente diagrama muestra a las localidades más próximas a Cave Spring.